# Günther Zuntz
Günther Zuntz (* 28. Januar 1902 in Berlin; † 3. April 1992 in Cambridge) war ein deutsch-britischer Klassischer Philologe deutscher Herkunft.

## Leben und Wirken
Günther Zuntz, der väterlicherseits dem aufgeklärten jüdischen Großbürgertum, mütterlicherseits einer protestantischen Familie entstammte, war der Sohn des Mediziners Leo Zuntz (1875–1937) und der Edith Bähring und ein Enkel des Physiologen Nathan Zuntz; seine Schwestern waren die Hethithologin Leonie Zuntz und die Kunsthistorikerin Dora Zuntz. Seine Kindheit und Jugend verbrachte er in Berlin. Nach dem Abitur studierte er in Berlin, Marburg, Göttingen und Graz Klassische Philologie und Klassische Archäologie. Von 1924 bis 1926 war er als Lehrer an der hessischen Odenwaldschule tätig, später in Marburg und Kassel. 1927 wurde er mit einer Arbeit „Über Hölderlins Pindar-Übersetzung“ in Marburg promoviert. 1933 wurde er von den Nationalsozialisten aus rassistischen Gründen aus dem Schuldienst entlassen. Durch Vermittlung von Wilhelm Schubart, dem Leiter der Berliner Papyrussammlung, erhielt er eine Anstellung an der Universität Kopenhagen, wo er an der Herausgabe liturgischer Papyrustexte der griechisch-orthodoxen Kirche arbeitete. 1939 entschloss er sich, nach England zu emigrieren, ermutigt durch wissenschaftliche Kontakte zur Universität Oxford. Doch bei Kriegsbeginn wurde er auf der Isle of Man interniert. Nach der Entlassung erhielt er 1943 in Oxford eine Bibliothekarsstelle. Nach Kriegsende war er als Dozent der griechischen Sprache an der Universität Manchester tätig, wo er schließlich von 1963 bis 1969 eine Professur für hellenistisches Griechisch innehatte. In den Jahren 1948 bis 1955 entwickelte er hier sein berühmtes Lehrwerk Griechischer Lehrgang. Allerdings kam eine Veröffentlichung der englischen Fassung zunächst nicht zustande. Auf Einladung der Universität Tübingen konnte er eine deutsche Fassung erarbeiten, die 1983 veröffentlicht wurde. 
Seit 1956 war er Mitglied der British Academy, seit 1974 korrespondierendes Mitglied der Österreichischen Akademie der Wissenschaften, seit 1985 korrespondierendes Mitglied der Heidelberger Akademie der Wissenschaften.
Günther Zuntz war zweimal verheiratet. Seine Ehe mit Eva Leonore Hempel, der die Kinder Peter, Maleen und Gabriele entstammten, wurde 1945 nach zwanzig Jahren geschieden. 1947 heiratete er Mary Alyson Garratt. Das Paar hatte die Kinder Carsten, Andrew und Alyson.

## Schriften (Auswahl)
Eine Bibliographie findet sich in den Opuscula selecta (1972, S. 314–317), Ergänzungen dazu in den unten genannten Nachrufen.
- Über Hölderlins Pindar-Übersetzung. Kassel: Thiele & Schwarz 1928
- Prophetologium. Bd. 1, Kopenhagen: Munksgaard 1939
- Humanism and history in German education, in: The Congregational quarterly 24/1946: 110–123
- The text of the Epistles. A disquisition upon the Corpus Paulinum. Oxford: University Press 1953
- Persephone. Three essays on religion and thought in Magna Graecia. Oxford: Clarendon Press 1971
- Opuscula selecta. Classica, Hellenistica, Christiana. Manchester: University Press 1972
- Drei Kapitel zur griechischen Metrik. Wien: Österreichische AdW 1974
- Griechischer Lehrgang. 3 Bände, Göttingen: Vandenhoeck & Ruprecht 1983 (2., durchgesehene Auflage 1991)
  - Englischsprachige Ausgabe: Greek. A course in classical and post-classical Greek grammar from original texts. Sheffield: Sheffield Academic Press, 1994
- Lukian von Antiochien und der Text der Evangelien. Hrsg. von Barbara Aland und Klaus Wachtel. Mit einem Nachruf auf den Autor von Martin Hengel. Heidelberger Akademie der Wissenschaften, Phil.-hist. Kl. 1995, 2, Heidelberg: Winter 1995
- Griechische philosophische Hymnen. Aus dem Nachlaß herausgegeben von Hubert Cancik und Lutz Käppel. Tübingen: Mohr 2005